# 올림픽 에티오피아 선수단
올림픽 에티오피아 선수단은 에티오피아 대표로 올림픽에 참가하는 선수단이다. 에티오피아는 1956년 올림픽에 처음 참가한 이후 1976년, 1984년, 1988년 대회를 제외하고 하계 올림픽에 선수단을 파견해 왔다. 에티오피아는 2006년 토리노 대회에서도 처음으로 동계올림픽에 참가했다.
에티오피아 선수들은 하계 올림픽과 육상 장거리 경기에서 모두 총 58개의 메달을 획득했다.
에티오피아의 올림픽 참가는 1948년에 설립되어 1954년 국제 올림픽 위원회의 승인을 받은 에티오피아 올림픽 위원회에 의해 조직되었다.

## 메달 집계
| 경기 | 금 | 은 | 동 | 합계 |
| ---- | -- | -- | -- | ---- |
| 육상 | 22 | 10 | 21 | 53   |
| 합계 | 22 | 10 | 21 | 53   |

## 같이 보기
- 분류:에티오피아의 올림픽 참가 선수
- 동계 올림픽에 참가한 열대 국가